# Acan
Acan este zeul mayaș al vinului și al beției. El este identificat cu băutura locală balche realizată din miere fermentată la care a fost adăugată scoarță de copac balche